# Hedåssjön
Hedåssjön är en sjö i Hudiksvalls kommun i Hälsingland och ingår i Delångersåns huvudavrinningsområde. Sjön är 3,8 meter djup, har en yta på 0,472 kvadratkilometer och är belägen 107,1 meter över havet. Sjön avvattnas av vattendraget Duvnäsbäcken.

## Delavrinningsområde
Hedåssjön ingår i det delavrinningsområde (686125-153425) som SMHI kallar för Utloppet av Hedåssjön. Medelhöjden är 154 meter över havet och ytan är 7,71 kvadratkilometer. Det finns inga avrinningsområden uppströms utan avrinningsområdet är högsta punkten. Duvnäsbäcken som avvattnar avrinningsområdet har biflödesordning 2, vilket innebär att vattnet flödar genom totalt 2 vattendrag innan det når havet efter 58 kilometer. Avrinningsområdet består mestadels av skog (91 procent). Avrinningsområdet har 0,48 kvadratkilometer vattenytor vilket ger det en sjöprocent på 6,2 procent.